# إلدو مانيرو
إلدو إنريكي مانيرو غيزي (بالإسبانية: Ildo Maneiro) الشهير باسم إلدو مانيرو (4 أغسطس 1947 في ميرسيديس) لاعب ومدرب كرة قدم أوروغواياني معتزل كان يجيد اللعب في خط الوسط .
انضم إلى صفوف منتخب الأوروغواي في بطولة كأس العالم لكرة القدم 1970 التي أقيمت في المكسيك حيث احتل المركز الرابع . في المجمل شارك في 33 مباراة دولية مسجلا 3 أهداف . اشتهر إلدو مانيرو باللعب في أندية ناسيونال وبينارول (الأوروغواي) وليون (فرنسا) . بعد اعتزال لعب كرة القدم اتجه إلى مهنة التدريب حيث درب نادي ريال سرقسطة الإسباني لموسم واحد 1990-1991 ثم منتخب الأوروغواي من 1993 إلى 1994 .

## روابط خارجية
- إلدو مانيرو على موقع الاتحاد الدولي (مؤرشف)  (الإنجليزية)
- إلدو مانيرو على موقع الاتحاد الأوربي (الإنجليزية)
- إلدو مانيرو على موقع قاعدة بيانات كرة القدم.إي يو (الإنجليزية)
- إلدو مانيرو على موقع ناشيونال فوتبول تيمز (الإنجليزية)